# یواس‌اس اونونداگا (۱۹۱۷)
یواس‌اس اونونداگا (۱۹۱۷) (به انگلیسی: USS Onondaga (1917)) یک کشتی است که طول آن ۲۰۵ فوت ۶ اینچ (۶۲٫۶۴ متر) می‌باشد. این کشتی در سال ۱۸۹۸ ساخته شد.